# Carwow
Carwow е онлайн пазар за покупка и продажба на автомобили. Той използва модела на обратния пазар, за да премахне необходимостта клиентите да преговарят с дилъри, когато купуват или продават своите автомобили. Когато купуват нов автомобил, потребителите избират автомобила, който биха искали да купят, заедно с различните спецификации и характеристики, и след това получават оферти директно от търговците.
Когато продават автомобил, потребителите качват някои основни данни за своя автомобил (като регистрационен номер, пробег и няколко снимки), след което канят различни търговци на автомобили да наддават, за да купят автомобила директно от тях. Компанията има страница в Ютюб, управлявана от автомобилния журналист и главен директор по съдържанието на Carwow Мат Уотсън, на която се правят ревюта на различни автомобили.
Carwow е основана от Джеймс Хинд, Александра Марголис и Дейвид Санторо и стартира през май 2013 г. Джеймс Хинд, който управлява Carbuzz, се сблъсква с концепцията от компания, която използва концепцията за обратен търг, наречена My Best Deal. My Best Deal е концепция на Дейвид Патерсън, който преди това е работил в автомобилната индустрия. 
Дейвид Патерсън е работил на управленско ниво в автомобилната индустрия, като е предоставял финансови и застрахователни услуги на клиенти. Сред инвеститорите на Carwow са дружествата за рисков капитал Balderton Capital, Episode 1 Ventures, Samos Investments и Accel Partners. До януари 2016 г. компанията е продала над 20 000 автомобила на стойност 550 млн. паунда.